# Operazione Excess
Operazione Excess era il nome in codice di una serie di vaste operazioni navali intraprese tra il 6 e il 13 gennaio 1941 nel bacino del Mar Mediterraneo dalla Royal Navy britannica, parte delle più ampie azioni della battaglia del Mediterraneo della seconda guerra mondiale.
L'operazione vide l'organizzazione di una serie di convogli navali diretti a portare rifornimenti a Malta e in Grecia, sotto la protezione di ampie aliquote della Force H di base a Gibilterra e della Mediterranean Fleet di Alessandria d'Egitto. I convogli giunsero a destinazione intatti, ma le unità di scorta dovettero subire una forte reazione da parte delle unità dell'Asse: se gli attacchi di alcune siluranti della Regia Marina italiana non ebbero alcun esito, svariati attacchi aerei intrapresi alla Regia Aeronautica e soprattutto dalla Luftwaffe tedesca, al suo debutto operativo sul fronte del Mediterraneo, provocarono varie vittime tra cui l'affondamento dell'incrociatore HMS Southampton e il grave danneggiamento della portaerei HMS Illustrious.

## Antefatti
All'inizio del 1941 la situazione militare nel bacino del Mar Mediterraneo era in rapido mutamento. Dopo alcuni fugaci scontri tra i due nuclei delle flotte principali, la contesa tra la Royal Navy e la Regia Marina si era tramutata in una vasta battaglia di convogli navali: le rotte che dall'Italia facevano pervenire i rifornimenti per alimentare il fronte nordafricano tra Libia ed Egitto erano pesantemente insidiate dai mezzi navali e aerei dislocati dai britannici sulla strategica isola di Malta, ma di converso la necessità di mantenerla come base militare operativa obbligava la Royal Navy a recapitarvi periodicamente ogni genere di materiale bellico, caricato su convogli di navi mercantili fortemente scortati; dopo l'attacco italiano alla Grecia, inoltre, i britannici avevano dovuto allestire un sistema di convogli per inviare materiali bellici indispensabili ai loro nuovi alleati ellenici.
Le prime operazioni britanniche di rifornimento di Malta avevano visto l'opposizione da parte della flotta italiana, ma le pesanti perdite patite nella cosiddetta "notte di Taranto" dell'11-12 novembre 1940 avevano obbligato il comando della Regia Marina (Supermarina) a impiegare con più parsimonia le sue unità maggiori. Il contrasto alle operazioni britanniche fu demandato principalmente alla Regia Aeronautica, la quale però non disponeva dei mezzi adeguati a ciò: le specialità degli aerosiluranti e dei bombardieri in picchiata, le armi più efficaci nel contrastare le navi nemiche, erano state ignorate negli anni prima della guerra, obbligando l'aeronautica italiana a correre ai ripari e improvvisare a ostilità ormai iniziate. La critica situazione dell'alleato nel Mediterraneo spinse infine la Germania nazista a correre in suo aiuto: alla fine del dicembre 1940 iniziarono ad affluire negli aeroporti della Sicilia le forze del X. Fliegerkorps ("X Corpo aereo", detto dagli italiani anche X CAT) della Luftwaffe, formazione bene addestrata nelle missioni di contrasto delle operazioni navali nemiche.
La presenza delle forze aeree tedesche nel Mediterraneo si rivelò nel gennaio 1941, quando la Royal Navy diede avvio a una vasta operazione nota con il nome in codice di Excess ("Eccesso" in lingua inglese). Una numerosa serie di missioni di rifornimento sarebbe stata condotta in contemporanea nei primi giorni dell'anno nuovo, sotto l'egida sia della Force H di base a Gibilterra che della Mediterranean Fleet di Alessandria d'Egitto:
- il convoglio MC 4, con i piroscafi Clan Cumming, Clan MacDonald, Empire Song ed Essex, sarebbe salpato da Gibilterra alla volta di Malta; qui lo Essex si sarebbe fermato per scaricare il suo carico di vettovaglie, munizioni e 12 aerei da caccia Hawker Hurricane per la guarnigione dell'isola, mentre gli altri tre mercantili avrebbero proseguito alla volta de Il Pireo con rifornimenti per i greci. La scorta diretta a questo convoglio sarebbe stata assicurata dall'incrociatore leggero Bonaventure e dai cacciatorpediniere HMS Duncan, HMS Hero, HMS Hasty e HMS Hereward (Force F), caricati anche di personale da sbarcare a Malta.
- Il convoglio MW 5, con la nave trasporto truppe Breconshire e il piroscafo Clan Macaulay, sarebbe partito da Alessandria alla volta di Malta con a bordo truppe e rifornimenti per l'isola; la scorta diretta sarebbe stata garantita dall'incrociatore leggero HMS Calcutta e dai cacciatorpediniere HMS Defender e HMS Diamond (Force C).
- Il convoglio ME 5, con due piroscafi vuoti (Lanarkshire e Waiwera), sarebbe partito da Malta per rientrare ad Alessandria una volta arrivato a destinazione il convoglio MW 5, sotto la scorta del Calcutta e del Diamond.
- Il convoglio ME 6, composto da due petroliere e cinque piroscafi vuoti, sarebbe partito da Malta per Alessandria di seguito al ME 5, da cui si sarebbe distanziato poiché formato da unità più lente; la protezione sarebbe stata garantita dalle tre corvette Hyacinth, Peony e Salvia, arrivate a Malta da Alessandria dopo aver scortato alla Baia di Suda a Creta l'incrociatore pesante HMS York, l'incrociatore leggero HMS Orion e la petroliera Brambleleaf, carica di carburante per le locali unità della Royal Air Force.
- Lo York e lo Orion si sarebbero poi riuniti a Suda con gli incrociatori leggeri HMS Ajax e HMAS Perth (australiano), formando la Force D e rimanendo a disposizione per operazioni di scorta nel Mediterraneo orientale.
- La Force B, con gli incrociatori leggeri HMS Gloucester e HMS Southampton e i cacciatorpediniere HMS Ilex e HMS Janus, avrebbe trasportato altre truppe a Malta provenendo da Alessandria, per poi fungere da scorta per le navi dei convogli MC 4 e ME 6.

Un grosso scaglione della Mediterranean Fleet di Alessandria, denominato per l'occasione "Force A" e comandato dall'ammiraglio Andrew Cunningham, avrebbe fornito protezione a distanza ai convogli in navigazione nel Mediterraneo orientale con le navi da battaglia HMS Warspite e HMS Valiant, la portaerei HMS Illustrious e i cacciatorpediniere HMS Nubian, HMS Mohawk, HMS Dainty, HMS Gallant, HMS Greyhound, HMS Griffin e HMS Jervis; la Force H dell'ammiraglio James Somerville da Gibilterra avrebbe protetto a distanza il convoglio MC 4 nel Mediterraneo occidentale con le navi da battaglia HMS Malaya e HMS Renown, la portaerei HMS Ark Royal (che avrebbe catapultato cinque aerosiluranti Fairey Swordfish diretti a Malta), l'incrociatore leggero HMS Sheffield e i cacciatorpediniere HMS Jaguar, HMS Faulknor, HMS Fury, HMS Forester, HMS Fortune, HMS Foxhound e HMS Firedrake.

## L'operazione

### Prime azioni

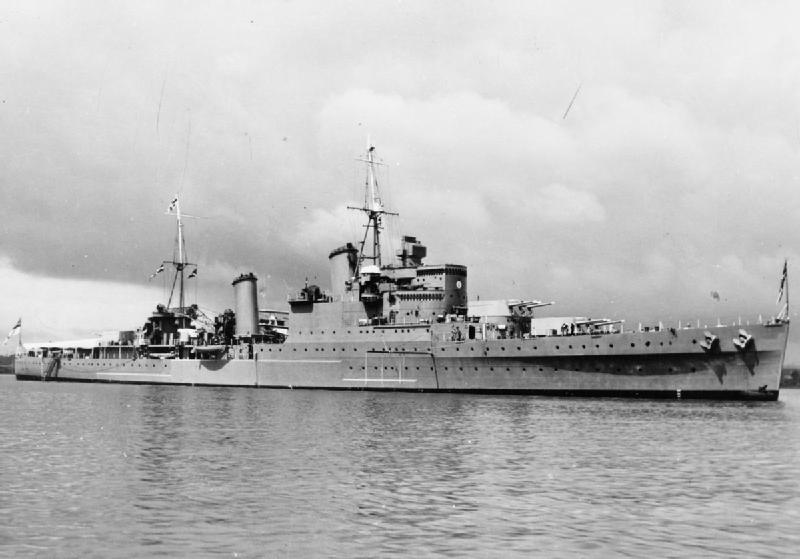
L'incrociatore Southampton in una foto d'anteguerra

Excess prese avvio nel pomeriggio del 6 gennaio 1941, quando il convoglio MC 4 salpò da Gibilterra inizialmente procedendo in direzione ovest verso l'Oceano Atlantico, per poi virare a est e penetrare in Meditarreno con il buio, una mossa tesa a sviare eventuali agenti dell'Asse posti in osservazione dei movimenti navali britannici dalla costa della neutrale Spagna; una volta nel Mediterraneo, il convoglio fu raggiunto dalla Force H per la scorta a distanza: la nave da battaglia Malaya e i cacciatorpediniere Jaguar e Firedrake si avvicinarono poi al convoglio per difenderlo più da vicino. Contemporaneamente, la Force B prese il mare da Alessandria alla volta di Malta dove giunse indisturbata il giorno seguente; dopo aver fatto rifornimento di carburante, ripartì l'8 gennaio in direzione ovest incontro al convoglio MC 4. All'alba del 7 gennaio la Force A partì dunque da Alessandria diretta alla Baia di Suda, dove giunse alle 12:30 dell'8 gennaio: riforniti di carburante i cacciatorpediniere, la squadra ripartì alle 14:00 alla volta del Mediterraneo occidentale incontro ai convogli in arrivo, accompagnata per un tratto dall'incrociatore leggero HMAS Sydney e dal cacciatorpediniere HMAS Stuart (poi distaccatisi per raggiungere Alessandria il 9 gennaio). Il convoglio MW 5 salpò da Alessandria alle 14:00 del 7 gennaio, arrivando a Malta senza essere stato localizzato dalle forze italo-tedesche alle 08:00 del 10 gennaio; subito dopo il suo arrivo salparono i convogli ME 5 e ME 6, i quali giunsero senza troppi problemi ad Alessandria il 13 gennaio seguente. La Force D lasciò Alessandria per Suda il 7 gennaio, ripartendone poi il 10 gennaio per andare a scortare i tre convogli in navigazione nel Mediterraneo orientale.
Il primo sentore da parte delle forze dell'Asse dell'avvio dell'operazione si ebbe il 7 gennaio, quando un ricognitore italiano individuò la Force H in navigazione nel Mediterraneo occidentale: vista la presenza di una portaerei, Supermarina ritenne che le navi di Somerville fossero dirette a una solita missione di lancio aerei per Malta a partire dalla zona a sud delle Baleari (poi effettivamente eseguita dalla Ark Royal nelle prime ore del 9 gennaio), ma la mancanza di alcun contatto il giorno seguente fece ritenere che la missione fosse stata annullata e che i britannici fossero rientrati a Gibilterra. Nella notte dell'8 gennaio bombardieri Vickers Wellington decollati da Malta colpirono duramente il porto di Napoli, divenuto nuova sede della squadra da battaglia italiana dopo i fatti di Taranto: la nave da battaglia Giulio Cesare fu leggermente danneggiata da bombe cadute nelle vicinanze, ma per evitare ulteriori rischi il pomeriggio seguente la Cesare e la Vittorio Veneto lasciarono Napoli per la più sicura base di La Spezia.
Il nuovo avvistamento delle navi della Force H, avvenuto la mattina del 9 gennaio al largo delle coste settentrionali della Tunisia, colse di sorpresa Supermarina: le uniche forze di superficie immediatamente disponibili per contrastare la formazione britannica erano una squadriglia di MAS (dislocata in agguato al largo di Capo Bon ma costretta poi a rientrare a causa del mare agitato) e le due torpediniere Circe e Vega, partite da Trapani e dirette nella zona di Pantelleria. Contro la formazione britannica, che intanto si era ricongiunta alla Force B proveniente da Malta, diresse la Regia Aeronautica: alle 13:20 i radar dello Sheffield localizzarono dieci bombardieri Savoia-Marchetti S.M.79 in rotta di avvicinamento da nord, subito ingaggiati dai caccia Fairey Fulmar decollati dalla Ark Royal i quali abbatterono due degli attaccanti; i superstiti sganciarono bombe ai danni della nave da battaglia Malaya e dell'incrociatore Gloucester, i quali tuttavia non riportarono danni. I cacciatorpediniere Forrester e Foxhound recuperarono poi dal mare i tre superstiti degli equipaggi dei velivoli abbattuti.

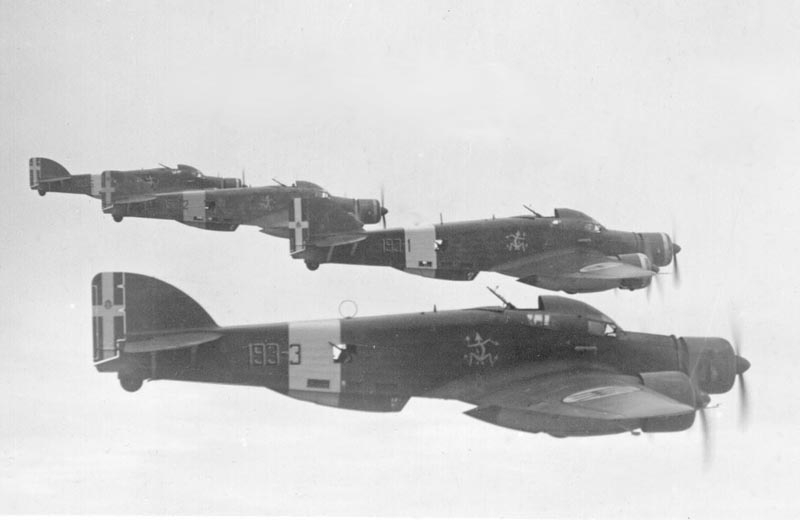
Una formazione di bombardieri italiani Savoia-Marchetti S.M.79

Alle 15:30 del 9 gennaio, giunta ormai all'imboccatura del Canale di Sicilia, la Force H invertì la rotta e si ritirò verso ovest lasciando il convoglio MC 4 alla protezione della sua scorta ravvicinata (Force B e F con gli incrociatori Bonaventure, Gloucester e Southampton e cinque cacciatorpediniere); le unità maggiori di Somerville rientrarono quindi a Gibilterra la sera dell'11 gennaio senza essere state ulteriormente disturbate. Il convoglio continuò la sua navigazione alla volta di Malta finché, alle 7:20 del 10 gennaio, non incappò nelle torpediniere italiane Circe e Vega a sud-ovest di Pantelleria; le due unità si avventarono all'attacco lanciando siluri e aprendo il fuoco con l'artiglieria, venendo contrastate inizialmente dal tiro dell'incrociatore Bonaventure e del cacciatorpediniere Jaguar cui poi si aggiunsero le altre unità della scorta. Dopo un furibondo scontro a fuoco (il solo Bonaventure sparò 600 colpi dei suoi cannoni principali da 133 mm, il 75% della dotazione), la Circe si allontanò indenne ma la Vega, al contrario, fu raggiunta da numerose salve di artiglieria e infine colata a picco da un siluro lanciato dal cacciatorpediniere Hereward: il comandante della torpediniera, capitano di fregata Giuseppe Fontana, cedette il suo giubbotto salvagente a un marinaio e preferì affondare con la sua nave, perduta con quasi tutto l'equipaggio. Da parte britannica si registrò solo un colpo di artiglieria arrivato sul Bonaventure, che causò danni minori oltre a due morti e tre feriti.
Poco dopo questo scontro il convoglio MC 4 si ricongiunse con la Force A, proseguendo poi sotto la sua protezione alla volta del Pireo dopo aver distaccato il piroscafo Essex (che diresse su Malta accompagnato dal cacciatorpediniere Hero); a causa del combattimento, però, la formazione aveva dovuto deviare più a sud della rotta prevista e alle 8:35 il cacciatorpediniere Gallant finì in un campo di mine navali a sud-est di Pantelleria: l'esplosione di un ordigno causò il distacco della sezione di prua oltre a pesanti perdite umane tra l'equipaggio (65 morti e 15 feriti), obbligando l'unità a dirigere su Malta dove giunse l'11 gennaio a rimorchio del cacciatorpediniere Mohawk e scortata dal Bonaventure e dal cacciatorpediniere Griffin.

### Gli attacchi della Luftwaffe

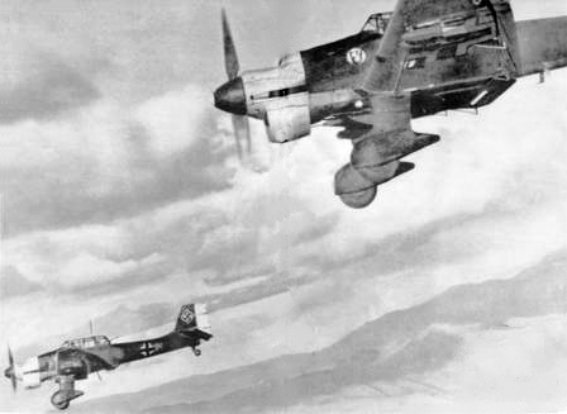
Due bombardieri in picchiata Junkers Ju 87, elemento di punta delle forze della Luftwaffe

La navigazione della Force A si era svolta fino a quel momento senza alcun contrasto (dopo essere stata individuata da un ricognitore italiano alle 11:40 del 9 gennaio, due S.M.79 in versione aerosilurante erano decollati quella sera alla sua ricerca salvo rientrare alla base senza averla avvistata), ma nel corso del 10 gennaio la formazione fu ben presto sottoposta a vari attacchi aerei da parte dei velivoli dell'Asse. Alle 11:50 due aerosiluranti S.M.79 avvistarono la formazione e si lanciarono risolutamente all'attacco: gli equipaggi rivendicarono un centro ai danni di una portaerei, ma i siluri sganciati dai velivoli sotto un pesante fuoco contraereo passarono invece a poca distanza dalla nave da battaglia Valiant; inseguiti da quattro caccia Fulmar della Illustrious, i due S.M.79 furono ripetutamente mitragliati (due dei velivoli attaccanti esaurirono completamente le munizioni) tanto da far rivendicare ai britannici l'abbattimento di uno di essi, ma entrambi gli apparecchi riuscirono a raggiungere la Sicilia pur con vari danni e due feriti a bordo. Poco dopo questo attacco, alle 12:35 una vasta formazione di aerei tedeschi comprendente 40 bombardieri in picchiata Junkers Ju 87, integrati da alcuni bombardieri bimotori Junkers Ju 88, si lanciò sulle navi britanniche; circa 30 Ju 87 presero di mira la Illustrious centrandola con sei bombe più altri tre colpi ravvicinati che causarono gravi danni: il ponte di volo fu reso inutilizzabile, si svilupparono vari incendi, metà dell'armamento fu messo fuori uso e il timone fu danneggiato. Altri dieci bombardieri in picchiata attaccarono la Valiant e la Warspite, centrando quest'ultima con una bomba che tuttavia causò solo danni leggeri.
La Force A rimase a manovrare intorno alla danneggiata Illustrious fino alle 15:30, quando la nave riuscì a rimettersi in moto dirigendo su Malta alla velocità ridotta di 17 nodi sotto la protezione dei cacciatorpediniere Hasty e Jaguar; alle 13:15 tre aerosiluranti S.M.79 avevano tentato un nuovo attacco alle navi britanniche, ma la pesante reazione dei caccia di scorta e della contraerea aveva obbligato i velivoli ad allontanarsi senza aver potuto lanciare alcun siluro. Tra le 16:00 e le 17:00 le navi britanniche furono ancora una volta attaccate: sei Ju 87 con equipaggi italiani colpirono nuovamente la Illustrious con una bomba, mentre una dozzina di Ju 87 tedeschi presero di mira la Valiant senza tuttavia centrarla. Alle 22:00 la Illustrious riuscì infine a ormeggiare a Malta, dove gli incendi a bordo furono domati solo alle 3:00 dell'11 gennaio; le vittime totali risultarono quindi di 126 morti e 91 feriti.
A parte un fallito attacco del sommergibile italiano Ruggiero Settimo la sera del 10 gennaio, la navigazione delle unità britanniche non subì altri contrasti fino alle 15:20 dell'11 gennaio, quando una dozzina di Ju 87 tedeschi tornarono all'attacco della Force A: l'incrociatore Gloucester fu centrato da una bomba che pur non esplodendo causò 9 morti e 14 feriti tra l'equipaggio, mentre il Southampton fu raggiunto da tre bombe che causarono gravi danni e vasti incendi. Nonostante ripetuti sforzi per estinguere le fiamme, il Southampton si rivelò impossibile da salvare e nel pomeriggio fu abbandonato dall'equipaggio, preso a bordo dal cacciatorpediniere Diamond; il relitto fu poi colato a picco da siluri lanciati dal Gloucester e dallo Orion: le vittime tra l'equipaggio dell'incrociatore ammontarono a 80 morti e 87 feriti.

## Conseguenze

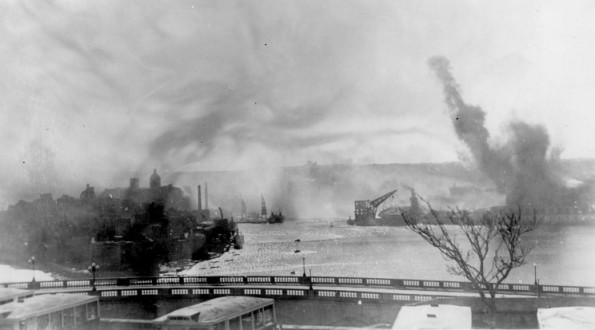
Il Porto Grande di Malta sotto le bombe dell'Asse nel gennaio 1941

Dopo aver ricevuto notizia del danneggiamento della Illustrious, Supermarina fece uscire da La Spezia alle prime luci dell'alba dell'11 gennaio le navi da battaglia Vittorio Veneto e Duilio, nella speranza di tagliare alla portaerei la via del rientro ad Alessandria; informato tuttavia del fatto che la Illustrious era ormai arrivata a Malta, nel pomeriggio il comando italiano richiamò alla base le due navi da battaglia. Per la mattina del 13 gennaio gli ultimi movimenti navali britannici erano stati portati a compimento e le ultime unità della Mediterranean Fleet rientrarono ad Alessandria; sfruttando il momento di riorganizzazione dei britannici, Supermarina colse l'occasione per avviare una serie di convogli verso le acque libiche tra il 12 e il 24 gennaio, tutti arrivati senza colpo ferire.
L'operazione Excess fu un buon successo per i britannici, i cui convogli giunsero tutti intatti a destinazione recapitando rifornimenti importanti soprattutto per sostenere la difficile posizione di Malta; l'operazione aveva tuttavia fornito il primo assaggio della partecipazione della Luftwaffe nelle operazioni aeronavali nel Mediterraneo e il costo in fatto di perdite per la Royal Navy era stato significativo, una chiara inversione di tendenza rispetto alle operazioni precedenti. Le capacità del X. Fliegerkorps erano ancora limitate (sui 300 velivoli del corpo solo 130 erano operativi a gennaio), ma sufficienti per mettere sotto pressione l'esposta isola Malta e le unità che lì erano rifugiate: a partire dal 13 gennaio ripetuti raid tedeschi si abbatterono sul Porto Grande, nel tentativo di finire la Illustrious danneggiata. Due incursioni particolarmente distruttive avvennero il 16 gennaio e causarono ulteriori danni allo scafo già martoriato. Alla fine, il 23, la portaerei salpò da Malta dopo essere stata sommariamente riparata: coperta da una formazione comprendente le navi da battaglia Barham e Valiant, l'incrociatore Perth e dieci cacciatorpediniere, la nave riuscì a raggiungere Alessandria il 25 gennaio dopo aver navigato alla massima velocità possibile ed entrando in porto con appena 60 tonnellate di carburante residuo. L'altra unità rifugiata a Malta, il cacciatorpediniere Gallant, fu sottoposto a raddobbo che però procedette molto a rilento (la data di completamento fu prevista per il giugno 1942); il 5 aprile 1942 lo scafo fu seriamente danneggiato in un'incursione aerea tedesca e portato a incagliare, venendo poi giudicato come non riparabile.